# Тапира (Парана)
Тапира (порт. Tapira) — муниципалитет в Бразилии, входит в штат Парана. Составная часть мезорегиона Северо-запад штата Парана. Входит в экономико-статистический микрорегион Умуарама. Население составляет 4622 человека на 2006 год. Занимает площадь 434,367 км². Плотность населения — 10,6 чел./км².

## История
Город основан в 1968 году.

## Название
Название муниципалитета происходит от языка (ныне мертвого) тупи, и означает «тапир», от слова tapi’ira.

## Статистика
- Валовой внутренний продукт на 2003 год составляет 44 613 109,00 реалов (данные: Бразильский институт географии и статистики).
- Валовой внутренний продукт на душу населения на 2003 год составляет 8287,78 реалов (данные: Бразильский институт географии и статистики).
- Индекс развития человеческого потенциала на 2000 год составляет 0,731 (данные: Программа развития ООН).

## География
Климат местности: субтропический.